# Aphytis roseni
Aphytis roseni är en stekelart som beskrevs av Debach och Gordh 1974. Aphytis roseni ingår i släktet Aphytis och familjen växtlussteklar.
Artens utbredningsområde är:
- Kenya.
- Peru.
- Uganda.

Inga underarter finns listade i Catalogue of Life.